# Saint-Georges-sur-Loire
Saint-Georges-sur-Loire – miejscowość i gmina we Francji, w regionie Kraj Loary, w departamencie Maine i Loara.
Według danych na rok 2010 gminę zamieszkiwało 3 335 osób, a gęstość zaludnienia wynosiła 100 osób/km².